# Simulium kabanayense
Simulium kabanayense är en tvåvingeart som beskrevs av Ramirez-perez och Maria Aparecida Vulcano 1973. Simulium kabanayense ingår i släktet Simulium och familjen knott.
Artens utbredningsområde är Venezuela. Inga underarter finns listade i Catalogue of Life.